# Q'ulle
 (août 2018).
Q'ulle est un groupe de dance composé de cinq ex-membre du groupe Danceroid. Leur dernier album, コネクトライト (Connect Light), est signé sur le label Avex Rhythm Zone et s'est hissé pendant deux semaines à la 13e place place du classement de l'Oricon.
Le groupe sort en 2018 un nouveau single ナツシルベ (Natsushirube).
Le 1er avril 2018, le groupe annonce sur Twitter que Yuzuki démarre un projet de métal intitulé Yuzukingdom en parallèle du groupe.